# Europäische Straße
Europäische Straße (chinesisch 欧洲风情街, Pinyin Ōuzhōu Fēngqíng Jiē), auch Kleines Europa oder Europe Town ist ein von der chinesischen Regierung gebauter Themenpark in Peking, dessen Thema die Darstellung europäischer Kultur ist.
Die Europäische Straße liegt in der Nähe des Chaoyang-Parks und wurde von einer Delegation der Europäischen Kommission der Europäischen Union gefördert. Repräsentiert sind im Wesentlichen: Österreich, Dänemark, Finnland, Frankreich, Ungarn, Irland, Italien, Vereinigtes Königreich, Luxemburg, die Niederlande und Schweden.

## Weitere
Eine europäische Straße, ein kleines Europa oder eine europäische Stadt gibt es auch in:
- Chengdu's Tongzilin (桐梓林) Nachbarstadt.[1] Offiziell heißt sie Tongzilin European Culture Street (Tongzilins europäische Kulturstraße), es wurde behauptet, sie bestünde aus europäischer Straßenführung mit Gebäuden in europäischem Stil. Die Straßenschilder sind viersprachig in: chinesisch, englisch, japanisch und koreanisch.[2]
- Yancheng (Stand Juli 2010)[3]
- Hefei, genannt die Hefei Economic and Technological Development Zone (Wirtschafts- und technologische Entwicklungsareal Hefei), nördlich der Pearl Plaza gelegen und ist eine „… kreative Mischung aus europäischen Straßenführung, die mit einem unverwechselbaren europäischen Gebäudestil verschmolzen ist.“[4]
- Huai’an, bekannt als Huai’an Square (Huai’an Platz) ist ein „kommunales Schlüsselprojekt“, gelegen an der Adresse: Huaian Huaihai Straße 65. Der Ort wird als „Freizeitort in traditionellem europäischen und amerikanischen Gewand für den Einkaufsbummel“ beschrieben. [5]
- Shenzhen: Europe Town Shenzhen (Europäischer Teilort Shenzen) liegt im Bezirk Nanshen.[6][7]
- One City, Nine Towns – Eine Stadt, neun Orte, neun Planstädte in Shanghai gebaut ab 2001
- Miyun (No Chinese) – Eine Chinesenfreie Zone